# ژوئن لیک (کالیفرنیا)
ژوئن لیک (به انگلیسی: June Lake) یک منطقهٔ مسکونی در ایالات متحده آمریکا است که در شهرستان مونو، کالیفرنیا واقع شده‌است. ژوئن لیک ۲۲٫۷۳۷ کیلومتر مربع مساحت و ۶۲۹ نفر جمعیت دارد و ۲٬۳۳۳ متر بالاتر از سطح دریا واقع شده‌است.